# Calopogonium
Calopogonium és un gènere de planta de flors amb 15 espècies pertanyent a la família Fabaceae.

## Espècies seleccionades
- Calopogonium caeruleum (Benth.) Sauvalle
- Calopogonium domingense Urb. i Ekman
- Calopogonium flavidum Brandegee
- Calopogonium galactioides (Kunth) Hemsl.
- Calopogonium lanceolatum Brandegee
- Calopogonium mucunoides Desv.
- Calopogonium pumilum Urb.
- Calopogonium racemosum Micheli
- Calopogonium velutinum (Benth.) Amshoff